# Annettella gracilis
Annettella gracilis är en stekelart som beskrevs av Lubomir Masner och Lars Huggert 1989. Annettella gracilis ingår i släktet Annettella och familjen gallmyggesteklar. Inga underarter finns listade i Catalogue of Life.